# Madhuca kuchingensis
Madhuca kuchingensis là một loài thực vật có hoa trong họ Hồng xiêm. Loài này được Yii & P.Chai mô tả khoa học đầu tiên năm 2001.